# Sordo (fiume)
Il Sordo è un fiume della Provincia di Isernia. Attraversa i comuni il comune di Isernia per poi unirsi al Carpino nel fiume Cavaliere e diventare un affluente del Volturno.

## Storia
Il fiume ha acquisito il nome dal suono cupo (sordo, appunto) delle sue acque. In antichità era denominato Giovinale (o San Giovinale), poiché dedicato al dio pagano Giove.